# 师古镇
师古镇，是中华人民共和国四川省德阳市什邡市下辖的一个乡镇级行政单位。

## 行政区划
师古镇下辖以下地区：
慈山路社区、盐市街社区、回龙街社区、师古村、清泉村、虎林村、共和村、慈山村、红豆村、洛阳村、大泉坑村、思源村、苏家桥村、金龙村、双安村和九里埂村。